# Pletschuhorn
Pletschuhorn är en bergstopp i Schweiz.   Den ligger i distriktet Leuk och kantonen Valais, i den södra delen av landet, 80 km söder om huvudstaden Bern. Toppen på Pletschuhorn är 2 748 meter över havet, eller 95 meter över den omgivande terrängen. Bredden vid basen är 0,52 km.
Terrängen runt Pletschuhorn är huvudsakligen mycket bergig. Närmaste större samhälle är Sierre, 13,0 km nordväst om Pletschuhorn. 
Trakten runt Pletschuhorn består i huvudsak av gräsmarker. Runt Pletschuhorn är det ganska glesbefolkat, med 34 invånare per kvadratkilometer.